# Isabelle Thomas (géographe)
Pour les articles homonymes, voir Thomas.
Ne doit pas être confondu avec Isabelle Thomas.
Isabelle Thomas, née le 8 août 1956, est une chercheuse belge en géographie économique et quantitative à l'Université catholique de Louvain en Belgique. Elle est professeure au Fonds de la recherche scientifique et conduit ses recherches au Center for Operations Research and Econometrics (CORE).

## Carrière
Isabelle Thomas obtient une licence de géographie en 1979, puis un doctorat en sciences en 1984 et une thèse d'agrégation en 2000, tous trois à l'Université catholique de Louvain.
Pendant la plus grande partie de sa carrière, Isabelle Thomas occupe des postes universitaires à l'exception de cinq ans (1987-1991) passés au siège de l’état-major de la Gendarmerie belge afin d'étudier les structures spatiales des accidents de la route.
De 2016 à 2019, elle occupe la fonction de directrice de recherche au Center for Operations Research and Econometrics.

## Travaux
Ses travaux de recherche portent sur la géographie économique et quantitative. Isabelle Thomas s'est intéressée aux localisations optimales dans le cadre de recherches opérationnelles. Elle est pionnière dans la mobilisation des fractales pour la mesure de la structure spatiale du bâti et des réseaux de transport. Son travail à la Gendarmerie belge lui permet d'étudier l’analyse spatiale des accidents de la route (voiture, vélo). Il est ensuite appliqué dans les politiques de transport non motorisé (vélo). Ses recherches dans le domaine des transports sont récompensées par le prix Edward L. Ullman en 2017. 
Ses travaux portent plus généralement sur l'accessibilité, les déplacements domicile-travail ou la modélisation dans le domaine de la géographie des transports. Elle mobilise l'analyse quantitative appliquée au spatial pour traiter les questions d'échelles : MAUP (problème d’agrégation spatiale), autocorrélation spatiale, cartographie statistique et Big Data. Ses recherches portent également sur la modélisation de la localisation optimale des activités humaines et plus particulièrement de la sensibilité des modèles de localisation-allocation et de transport à leurs intrants géographiques. En 2022, elle modère les impressions d'une future génération sans voiture, pointant que les statistiques d'utilisations n'ont jamais baissé, que les chiffres de passage de permis sont toujours élevés et que les jeunes générations sans voiture sont urbaines mais utilisent les véhicules de leur entreprise pour leurs déplacements.
Une partie de ses travaux porte sur la morphométrie du paysage bâti, la géographie régionale, avec par exemple un volume de l'Atlas de la Belgique en 2011.
Les domaines d'application sont principalement les questions socio-économiques et de transport en Belgique. 

## Prix et distinctions
- 2019 : Fellow RSAI[12] ;
- 2017 : Prix Edward L. Ullman de l'Association of American Geographers[9] pour son travail dans la géographie des transports ;
- 2015 : Belgian Francqui Chair[13]. Mesure et modélisation en géographie économique et des transports : défis et opportunités[14] ;
- 2012 : Prix de la Compagnie du Bois Sauvage du meilleur projet multidisciplinaire scientifique complet[15],[16] ;
- 2001 : Prix scientifique BMW sur le thème "Innovation pour un avenir mobile"[17] ;
- 1990 : Prix SAS du meilleur graphique et cartographie ;
- 1989 : Prix Philippe Aydalot de science régionale.

## Ouvrages
- Isabelle Thomas, Dominique Vanneste, Xavier Querriau et al., Atlas de Belgique, 78 p. (EAN 978-90-382-1511-2)
- (en) Isabelle Thomas, Transportation networks and the optimal location of human activities : a numerical geography approach, Cheltenham, 2002, 293 p. (ISBN 1-84064-708-6)